# Relations entre le Bangladesh et le Cambodge
Les relations entre le Bangladesh et le Cambodge sont les relations bilatérales de la république populaire du Bangladesh et du royaume du Cambodge.

## Visites d'État
En 2010, l'ancien ministre des affaires étrangères du Bangladesh, Dipu Moni, a effectué une visite à Phnom Penh. Le Premier ministre cambodgien Hun Sen a effectué une visite officielle à Dacca en 2014. En 2017, la Première ministre Sheikh Hasina a signé neuf accords à Phnom Penh.

## Coopérations
Le Bangladesh et le Cambodge coopèrent dans divers secteurs. En 2010, les deux pays sont convenus de former une commission conjointe pour la coopération bilatérale entre leurs ministères des affaires étrangères. En 2013, ils ont signé un accord d'exemption de visa pour les détenteurs de passeports diplomatiques. Le Cambodge a exprimé son intérêt pour le recrutement d'enseignants du Bangladesh afin de développer ses ressources humaines. En 2014, les deux pays ont signé un accord visant à établir une commission conjointe pour explorer de nouveaux domaines de coopération et renforcer les coopérations existantes dans divers secteurs,.

### Culture
En 2014, un accord de coopération culturelle a été signé entre le Bangladesh et le Cambodge.

### Agriculture
Le Bangladesh a demandé un bail foncier à long terme pour l'agriculture contractuelle au Cambodge par des ressortissants bangladais. Le Bangladesh est intéressé par un accord d'importation de riz à long terme avec le Cambodge. Le Bangladesh a offert aux étudiants cambodgiens des bourses d'études à l'Université d'agriculture du Bangladesh (en). Les deux pays effectuent conjointement des recherches agricoles. En 2014, le Bangladesh et le Cambodge ont signé un protocole d'accord pour une coopération scientifique et technique dans le secteur agricole.

### Commerce et investissements
En 2006, les deux pays ont approuvé un accord de commerce et d'investissement et se sont mutuellement accordé le statut de nation la plus favorisée. Les principales exportations du Bangladesh vers le Cambodge sont les vêtements, les chaussures et les articles en cuir, les tricots, les produits pharmaceutiques, les articles de table, le linge de maison, le textile, les fruits de mer et les produits de la mer, le thé, les pommes de terre, le jute et les articles en jute, les produits d'ingénierie légère, les épices, les cosmétiques, les produits en céramique et en mélamine, les articles de toilette , etc..
Le Cambodge exporte principalement vers le Bangladesh du coton, de l'huile comestible, des engrais, du clinker, des fibres discontinues, du fil , etc.. En 2014, les deux pays sont convenus de former un conseil commercial conjoint qui sera dirigé par les ministres du commerce des deux pays. Un accord a également été signé entre les deux pays pour la promotion et la protection réciproque des investissements bilatéraux.